# ادوین اپس
ادوین اِپس (انگلیسی: Edwin Epps؛ زاده‌شده حوالی سال ۱۸۰۸ میلادی) یک برده‌دار در مزرعهٔ پنبه ۳۲۵٫۵ جریب فرنگی‌اش در پریش آویلوس، لوئیزیانا بود. وی سومین و طولی‌مدت‌ترین مالک سالومون نورثاپ بود که در ۱۸۴۱ از واشینگتن، دی.سی. ربوده و وادار به بردگی شد. در ۳ ژانویهٔ ۱۸۵۳، نورثاپ املاک ادوین اِپس را ترک کرد و نزد خانواده‌اش در نیویورک برگشت.
ادوین اِپس مالک ۸ برده بود که شامل یک خانوادهٔ ۵ نفری، یک مرد مجرد و زنی به نام «پتسی» بود که از مزرعه‌ای در شهرستان ویلیامزبرگ، کارولینای جنوبی به آنجا آورده شده بود.
در سال ۱۹۵۰، اِپس دارای ۶ بردهٔ مرد و ۲ بردهٔ زن از سنین ۱۱ تا ۴۰ سال بود. در سال ۱۹۶۰، اِپس ۸ برده مرد و ۴ بردهٔ زن از سنین ۱۵ تا ۶۵ سال داشت. پسر بزرگ ادوین اپس، «جان» در سال ۱۹۶۰ با آنها زندگی نمی‌کرد.
زنانِ برده، به همان شدت و حدتِ مردانِ برده در مزرعهٔ او کار می‌کردند: زمین را هموار می‌کردند، راه می‌ساختند، بیل و پارو می‌زدند و کارهای سخت دیگری را انجام می‌دهند. این زنان همچنین موظف بودند در انبار غله، منزل ارباب و رخت‌شوی‌خانه کار کنند. هم مردان و هم زنان به‌طرز وحشیانه‌ای کتک و شلاق می‌خوردند. نورثاپ که ناظر برده‌ها شده بود، می‌بایست گاهی خودش شلاق را به سایر برده‌ها بزند. یک زنِ برده به نام «پتسی» که مزرعه را برای گرفتن یک قالب کوچک صابون از مزرعهٔ همسایه ترک کرده بود، به طرز وحشیانه‌ای کتک خورد. «مری» همسر ارباب به او اجازه نداده بود که از صابون استفاده کند، چرا که به شدت به او حسادت می‌کرد. پتسی همچنین مورد تجاوز و تعدی اربابش بود. این برده‌دار، رفتار خشونت‌آمیزی با پتسی داشت و تا سرحد مرگ به او شلاق می‌زد:
اِپس… می‌خواست که بی‌قید و شرط، بدن پتسی را در اختیار داشته باشد. پتسی مجبور بود روزها، سخت‌تر از دیگران در مزرعهٔ پنبه کار کند و شب‌ها رضایت جنسی اِپس را برآورده کند و به شلاق‌های بی‌رحمانه او یا همسرش، تن در دهد.
«مری» از اینکه شوهرش به پتسی تجاوز می کرد بسیار عصبانی بود. او اصرار داشت که پتسی فروخته شده شود؛ درخواستی که هیچ وقت مورد پذیرش ادوین اپس قرار نگرفت.

## فرهنگ عامه
مایکل فاسبندر در سال ۲۰۱۳ نقش او را در فیلم ۱۲ سال بردگی بازی کرد.